# Saint-Pierre-de-Soucy
Saint-Pierre-de-Soucy est une commune française située dans le département de la Savoie, en région Auvergne-Rhône-Alpes.

## Géographie
La commune de Saint-Pierre-de-Soucy est située dans le val Coisin et s'étend sur 9,9 km2, entre 256 mètres et 811 mètres d'altitude dans le val Coisin.
Saint-Pierre-de-Soucy est à proximité de différentes gares : la gare de Montmélian (5,1 km), la gare de Saint-Pierre-d'Albigny (8,1 km), la gare de Pontcharra-sur-Bréda - Allevard (10,2 km) et la gare de Chamousset (10,5 km).
La commune est composée de 8 hameaux :
- le Chef-Lieu ;
- les Domenges ;
- la Fontaine ;
- Pouille ;
- Soucy ;
- Villard prin ;
- les Richards ;
- le Chanay.

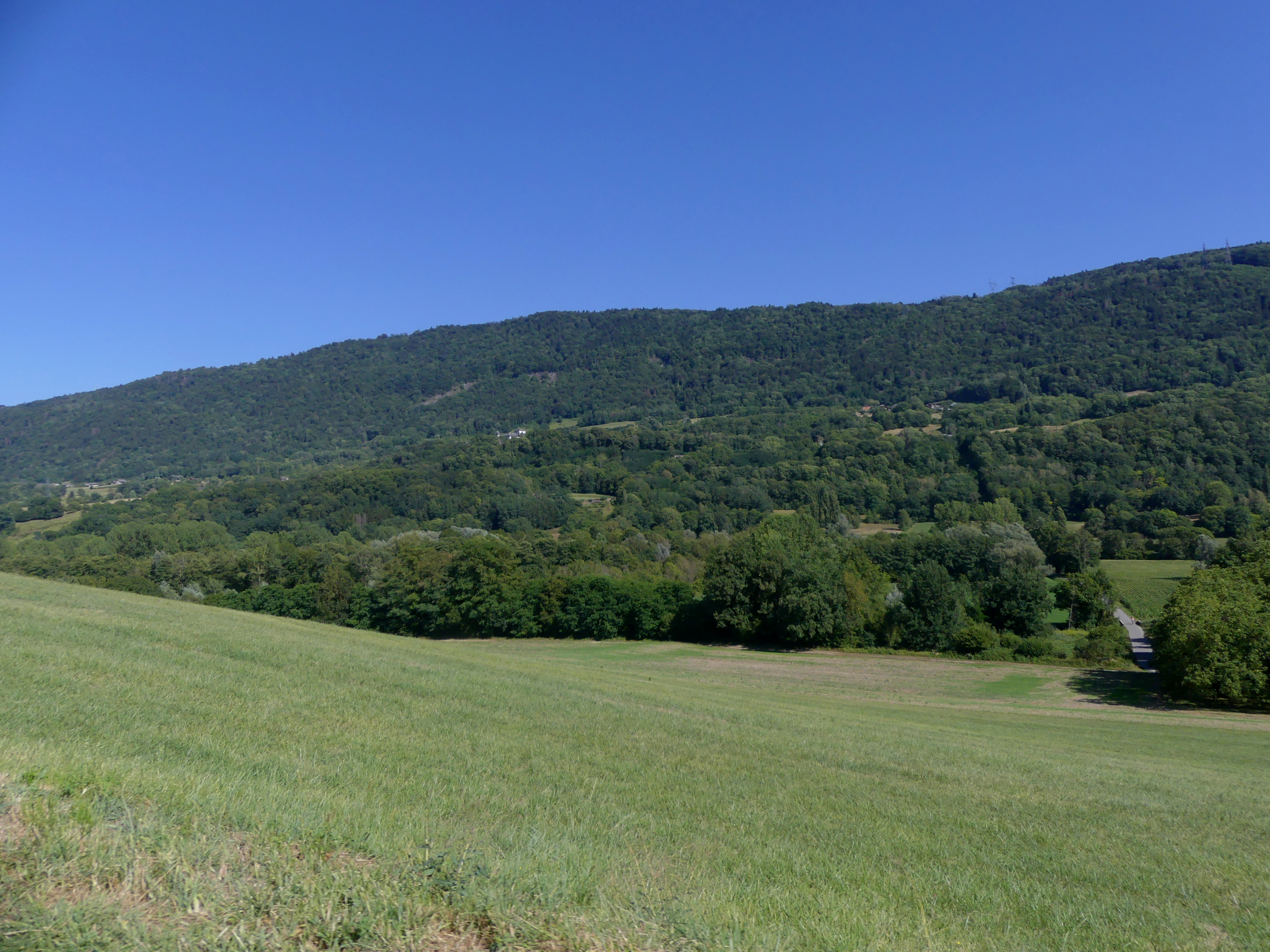
La crête de Montraillant à Saint-Pierre-de-Soucy.
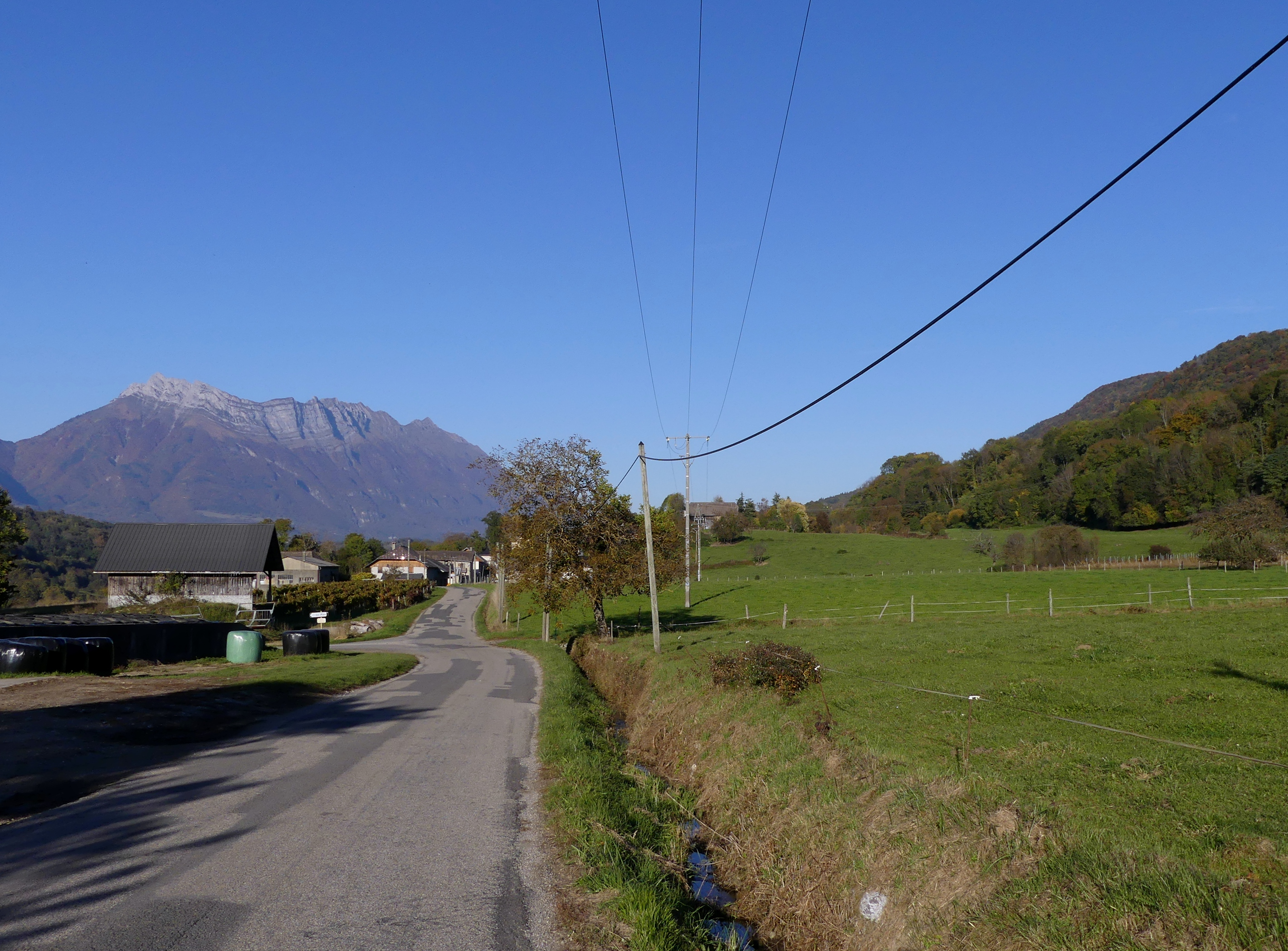
Plateau du chef-lieu.

### Communes limitrophes
Elle a comme villes ou villages limitrophes : Planaise, Villard-Sallet, Sainte-Hélène-du-Lac, Villaroux. Chambéry est situé à 17 km.
La commune de Saint-Pierre-de-Soucy est proche du parc naturel régional du Massif des Bauges.
Elle n’est jumelée avec aucune autre commune.

## Urbanisme

### Typologie
Au 1er janvier 2024, Saint-Pierre-de-Soucy est catégorisée commune rurale à habitat dispersé, selon la nouvelle grille communale de densité à sept niveaux définie par l'Insee en 2022.
Elle est située hors unité urbaine. Par ailleurs la commune fait partie de l'aire d'attraction de Chambéry, dont elle est une commune de la couronne,. Cette aire, qui regroupe 115 communes, est catégorisée dans les aires de 200 000 à moins de 700 000 habitants,.

### Occupation des sols
L'occupation des sols de la commune, telle qu'elle ressort de la base de données européenne d’occupation biophysique des sols Corine Land Cover (CLC), est marquée par l'importance des forêts et milieux semi-naturels (52,4 % en 2018), en diminution par rapport à 1990 (53,6 %). La répartition détaillée en 2018 est la suivante : forêts (52,4 %), zones agricoles hétérogènes (47,5 %), eaux continentales (0,1 %).
L'IGN met par ailleurs à disposition un outil en ligne permettant de comparer l’évolution dans le temps de l’occupation des sols de la commune (ou de territoires à des échelles différentes). Plusieurs époques sont accessibles sous forme de cartes ou photos aériennes : la carte de Cassini (XVIIIe siècle), la carte d'état-major (1820-1866) et la période actuelle (1950 à aujourd'hui).

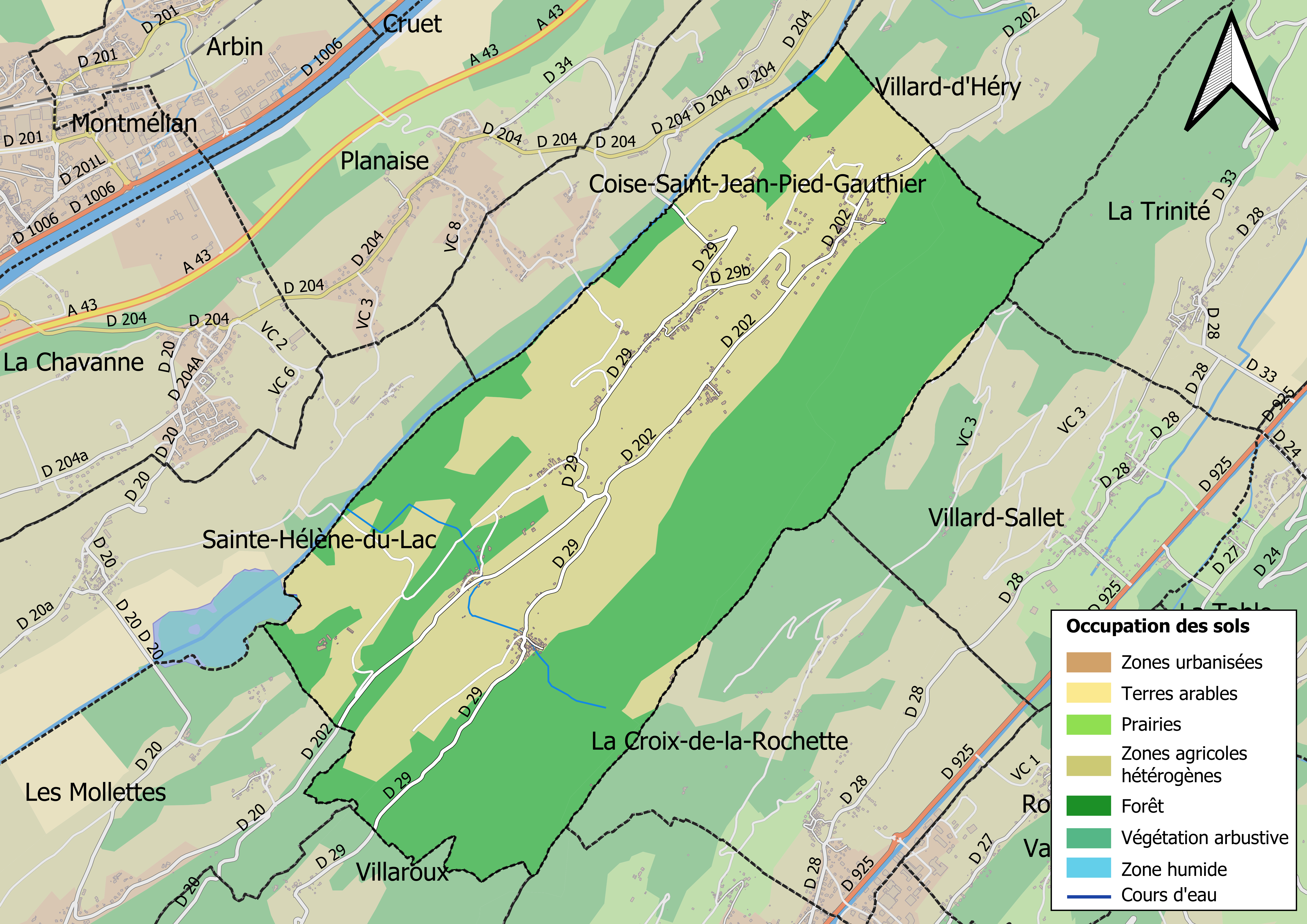
Carte des infrastructures et de l'occupation des sols en 2018 (CLC) de la commune.
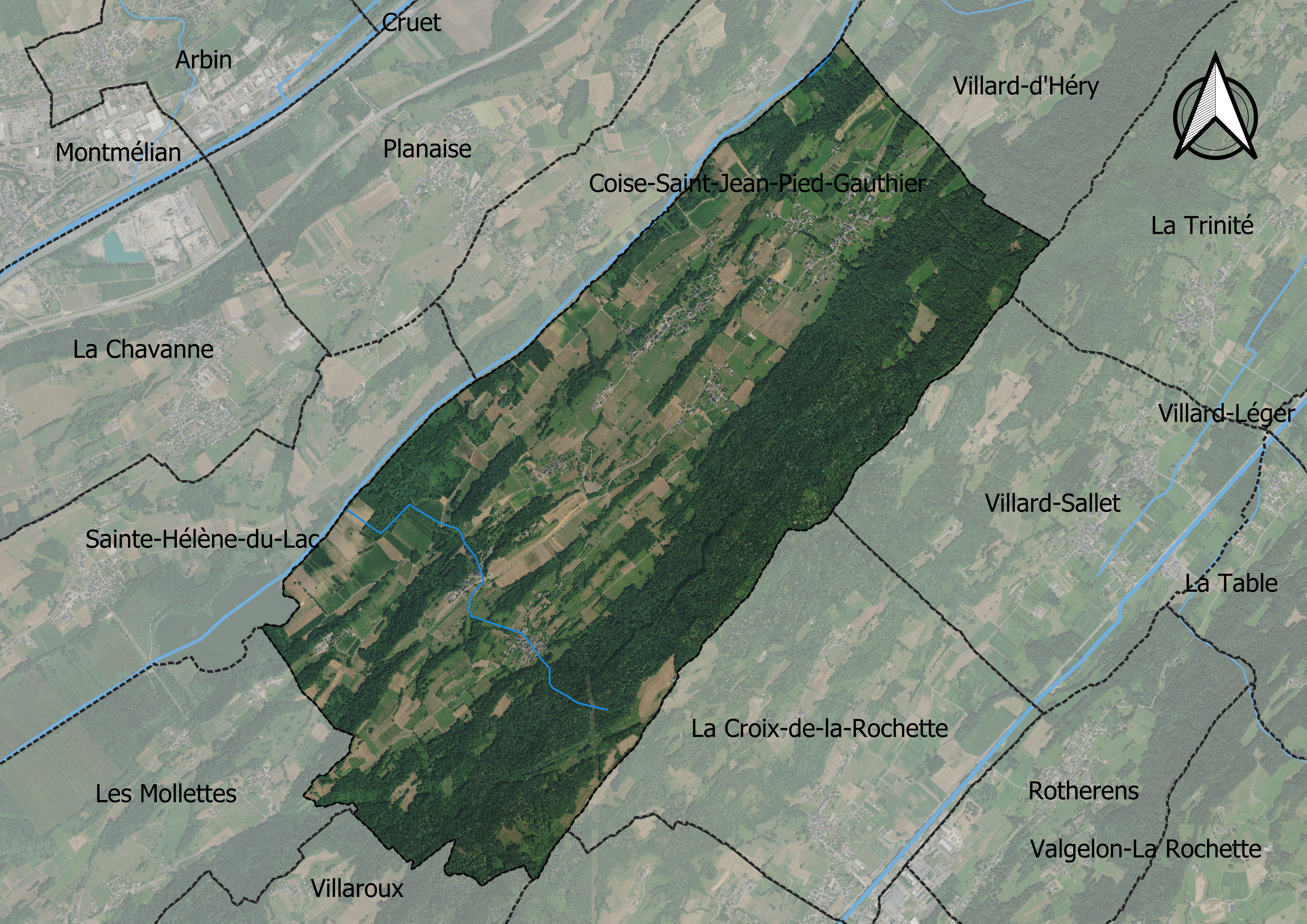
Carte orthophotogrammétrique de la commune.

## Toponymie
Dans les documents médiévaux, Saint-Pierre-de-Soucy est mentionnée sous les formes suivantes de Saulciaco (nom de personne, XIe siècle dans le Cartulaire de Maurienne), Ecclesia Sancti Petri de Salziaco (1157), Ecclesia Sancti Petri de Sauciaco (1191), Curatos de Sociaco (XIVe siècle), Sancti Petri de Souciaco (1358, 1414, 1488) et Saint-Pierre-de-Soulcy (1729),. Claude-Antoine Ducis, dans son Questions archéologiques et historiques sur les Alpes de Savoie... (1871), en parlant d'une inscription trouvée sur la commune, « On lit cette inscription à Saint-Pierre-de-Saulcy, qu'on prononce vulgairement Soucy ». Dans les premiers temps de l'occupation du duché de Savoie par les troupes révolutionnaires françaises, la commune devient Les Rocs,.
Le toponyme de Saint-Pierre-de-Soucy est constitué du nom de l'apôtre Paul de Tarse, patron de la paroisse, associé à Soucy,. L'origine du mot Soucy n'est pas défini. L'abbé Gros propose dans un premier temps comme forme ancienne Salziacum ou Salciacum. Toutefois, il souligne que Salciacum aurait pu dériver soit de Salatiacum, le domaine d'un Salacius, soit de Salisiacum, le domaine d'un Salisius. Enfin, il propose, comme pour la ville italienne de Salizano (Salisano), pour origine Celsiacum, le domaine de Celsius.
Le gentilé est Saint-Pierrain(e)s,.

## Histoire
Lors du grand épisode de peste noire, le nombre de feux passa de 108 en 1347 à 55 en 1349, soit presque 51% de la population décimée.

## Politique et administration
| Période                                  | Période   | Identité          | Étiquette | Qualité |
| ---------------------------------------- | --------- | ----------------- | --------- | ------- |
| avant 1995                               | ?         | Marcel Gotteland  |           |         |
| mars 2001                                | mars 2014 | Pierre Dufayard   | ...       | ...     |
| mars 2014                                | En cours  | Isabelle Jarriand | DVD       | ...     |
| Les données manquantes sont à compléter. |           |                   |           |         |

La commune est membre de la Communauté de communes Cœur de Savoie. Elle appartient au Territoire du Cœur de Savoie, qui regroupe une quarantaine de communes de la Combe de Savoie et du Val Gelon.

## Démographie
L'évolution du nombre d'habitants est connue à travers les recensements de la population effectués dans la commune depuis 1793. Pour les communes de moins de 10 000 habitants, une enquête de recensement portant sur toute la population est réalisée tous les cinq ans, les populations de référence des années intermédiaires étant quant à elles estimées par interpolation ou extrapolation. Pour la commune, le premier recensement exhaustif entrant dans le cadre du nouveau dispositif a été réalisé en 2004.

En 2022, la commune comptait 423 habitants, en évolution de −4,94 % par rapport à 2016 (Savoie : +3,63 %, France hors Mayotte : +2,11 %).
| 1793 | 1800 | 1806 | 1822 | 1838  | 1848 | 1858 | 1861 | 1866 |
| ---- | ---- | ---- | ---- | ----- | ---- | ---- | ---- | ---- |
| 834  | 723  | 807  | 964  | 1 015 | 982  | 922  | 924  | 867  |

| 1872 | 1876 | 1881 | 1886 | 1891 | 1896 | 1901 | 1906 | 1911 |
| ---- | ---- | ---- | ---- | ---- | ---- | ---- | ---- | ---- |
| 853  | 832  | 816  | 766  | 690  | 641  | 634  | 614  | 583  |

| 1921 | 1926 | 1931 | 1936 | 1946 | 1954 | 1962 | 1968 | 1975 |
| ---- | ---- | ---- | ---- | ---- | ---- | ---- | ---- | ---- |
| 508  | 474  | 456  | 440  | 414  | 353  | 309  | 283  | 242  |

| 1982 | 1990 | 1999 | 2004 | 2006 | 2009 | 2014 | 2019 | 2022 |
| ---- | ---- | ---- | ---- | ---- | ---- | ---- | ---- | ---- |
| 243  | 270  | 323  | 376  | 380  | 379  | 415  | 415  | 423  |

## Économie
Le commune fait partiellement partie de l'aire géographique de production et transformation du « Bois de Chartreuse », la première AOC de la filière Bois en France,.

## Culture locale et patrimoine

### Lieux et monuments

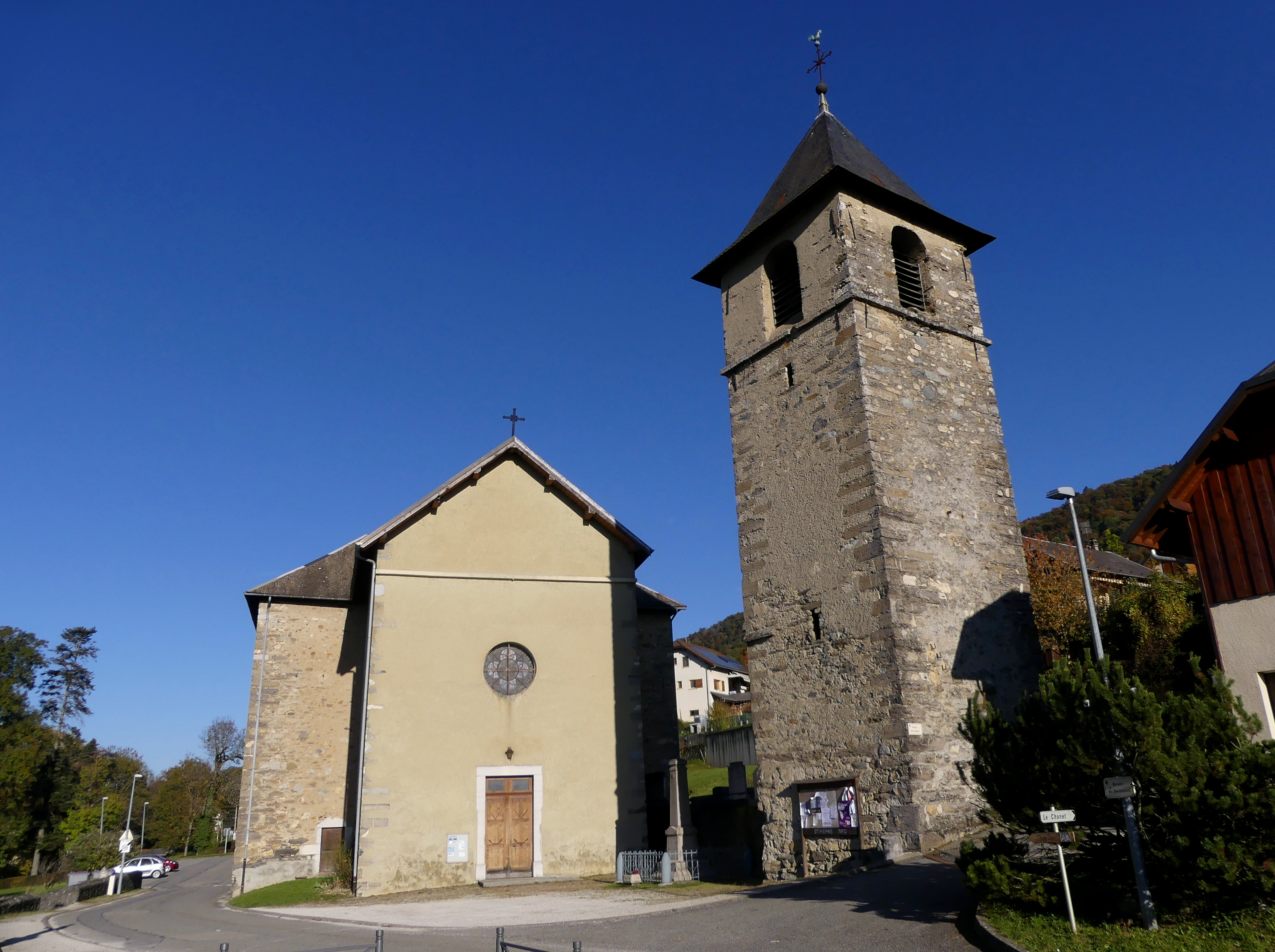
L'église Saint-Pierre.

Le château de Combefort est un ancien château fort du XIIIe siècle. Il est privé.
L'église Saint-Pierre, reconstruite au XIXe siècle séparée du clocher en raison de son emprise au sol plus importante qui aurait coupé le chemin.